# Johanna Rytting Kaneryd
Anna Johanna Rytting Kaneryd (Kolsva, Köping; 12 de febrero de 1997) es una futbolista sueca. Juega como centrocampista en el Chelsea de la Women's Super League de Inglaterra y en la selección de Suecia.

## Trayectoria
Rytting Kaneryd se formó como futbolista en el Kolsva IF de su ciudad natal, uniéndose más tarde al Forsby FF.
En 2014 ficha con el Tyresö FF, donde tuvo de compañeras a futbolistas de la talla de Marta, Vero Boquete y Christen Press. Rytting Kaneryd fue parte del equipo que por poco se hace con la Liga de Campeones 2013-14. Sin embargo, al ser una recién llegada, tuvo que ver el torneo desde el banquillo, incluida la final que sus compañeras perdieron por 3-4 ante el Wolfsburgo. Su debut con el Tyresö llegó en la Damallsvenskan 2014, ganando 5 de los 8 partidos disputados, tras los cual, en junio del mismo año, el club anunció su retirada de la liga por falta de jugadoras y problemas económicos.
Pasado un mes, la centrocampista decide aceptar una propuesta del Älta IF, con quien firmó un contrato de un año y medio, regresando así a la Elitettan, segunda división sueca. Sin embargo, encontraría pocos minutos de juego en su nuevo club: 5 partidos y un gol en 2014 y tan solo 2 partidos en el siguiente campeonato.
En febrero de 2016, regresó a la primera división sueca con su fichaje en el Djurgårdens IF y debutó pocos días después en un duelo ante el Ilves por la Copa de Suecia. Ganada la confianza de su entrenador, la futbolista fue titular en los 22 partidos de la Damallsvenskan 2016 con 4 goles en su cuenta personal para que su equipo consiga un cómodo sexto lugar. Gracias a su actuación es nombrada Revelación del Año en la Gala de Fútbol de 2016 organizada por la Asociación Sueca de Fútbol. La temporada siguiente, el nuevo entrenador del equipo, Joel Riddez, siguió confiando en ella y se la vio disputar 19 partidos de la Damallsvenskan 2017, con el club de Estocolmo repitiendo un sexto lugar en la tabla.
Rytting Kaneryd fue fichada por el FC Rosengård de cara a la Damallsvenskan 2018, firmando un contrato de dos años. El mismo día en que se completó el fichaje, se lesionó el ligamento cruzado en un entrenamiento, lo que provocó que se perdiera toda la temporada 2018. El 1 de noviembre de 2019, tras coronarse campeona de la Damallsvenskan 2019 (primer trofeo en su carrera), la centrocampista amplió su contrato por tres años. También tuvo la oportunidad de debutar en la Liga de Campeones durante edición 2020-21, donde contribuyó con sendos goles en los partidos de ida y vuelta ante el Lanchkhuti que terminaron en un aplastante 17-0 en el global.
Antes de expirarse su contrato, en diciembre de 2020 deja el Rosengård para unirse al Kopparbergs/Göteborg, club que días más tarde se convertiría en la sección femenina del BK Häcken, adoptando su nombre en el proceso.
En agosto de 2022, aterrizó en Inglaterra para unirse al Chelsea FC.

## Selección nacional

### Categorías menores
Rytting Kaneryd comenzó a ser convocada por su selección en 2012, inicialmente para defender a la sub-15, con quien disputó dos amistosos antes de pasar a la selección sub-17 ese mismo año. Marcó su primer gol internacional el 3 de noviembre de 2013 en la primera fase de clasificación para la Eurocopa Sub-17 de 2013, cuando su país empató 2-2 ante Austria.
Aparte de una única aparición en la selección sub-18 en 2014, en 2016 la futbolista comienza a ser parte de la plantilla sub-19, con la que, tras dos partidos en el torneo de La Manga, disputa la ronda élite en la Eurocopa Sub-19 de 2016 sin poder acceder a la fase final.
En el verano de ese mismo año se unió a la sub-23 sueca, con la que afrontó la Copa Nórdica de su categoría y una serie de torneos no oficiales, permaneciendo con la mayor de las selecciones juveniles hasta 2020 y sumando 20 presencias.
En tanto, gracias al primer puesto obtenido en el Europeo Sub-19 de 2015, Suecia consiguió su boleto al Mundial Sub-20 de 2016. Aparece en los tres partidos que disputa su selección en la fase de grupos del Mundial, en la derrota por 2-0 ante Corea del Norte, en la victoria por 6-0 sobre Papúa Nueva Guinea, donde marcó el quinto gol de las suecas, y en el empate a uno con Brasil, selección que, a pesar de terminar empatados en puntos, le arrebató a Suecia por diferencia de goles el pase a la siguiente fase como segundo del grupo.

### Selección mayor
Rytting Kaneryd debutó con la selección mayor de Suecia en una victoria amistosa por 6-1 sobre Austria el 19 de febrero de 2021, ingresando como suplente de Fridolina Rolfö en el segundo tiempo.

## Estadísticas

### Clubes
| Club           | País       | Año             |
| -------------- | ---------- | --------------- |
| Tyresö FF      | Suecia     | 2014            |
| Älta IF        | Suecia     | 2014 - 2015     |
| Djurgårdens IF | Suecia     | 2016 - 2017     |
| FC Rosengård   | Suecia     | 2018 - 2020     |
| BK Häcken      | Suecia     | 2021 - 2022     |
| Chelsea        | Inglaterra | 2022 - presente |

## Palmarés

### Títulos nacionales
| Título         | Club         | País   | Año     |
| -------------- | ------------ | ------ | ------- |
| Damallsvenskan | FC Rosengård | Suecia | 2019    |
| Copa de Suecia | BK Häcken    | Suecia | 2020-21 |